# Castello Lanzun
Castello Lanzun, znany również jako Lanzun Tower (malt. Torri ta' Lanzun) – ufortyfikowany farmhouse (wiejski dom mieszkalny) w Mensija, w granicach San Ġwann na Malcie. Mieści się w nim główna kwatera obediencji maltańsko-paryskiej Rycerskiego i Szpitalniczego Zakonu św. Łazarza z Jerozolimy.

## Historia
Castello Lanzun został oryginalnie zbudowany w XV w. jako farmhouse (wiejski dom mieszkalny). Bierze swoją nazwę od Wenzu Lanzun, mieszkańca Birgu, który mieszkał tutaj w czasie epidemii dżumy w 1676.
W 1713 budynek został przebudowany i powiększony, a także ufortyfikowany tak, aby był w stanie zapewnić schronienie dla miejscowej ludności na wypadek najazdu korsarzy. Był również używany jako domek myśliwski Wielkiego Mistrza Zakonu św. Jana.
W czasie II wojny światowej budynek służył jako punkt obserwacyjny do identyfikacji nadlatujących samolotów wroga, i był mocno zniszczony przez bombardowania.
W 1972 budynek został nabyty przez Roberta Gayre, który go odremontował i przekazał maltańskiej obediencji Rycerskiego i Szpitalniczego Zakonu św. Łazarza z Jerozolimy. Został on formalnie ustanowiony kwaterą główną Zakonu 12 maja 1973, przez Wielkiego Mistrza Francisco de Borbón y Borbón. Budynek znajduje się pod opieką Wielkiej Komandorii Zamku (Grand Commandery of the Castello), dawniej Komandorii Lochore (Commandery of Lochore).
17 kwietnia 2010 w zamku złożył wizytę patriarcha Grzegorz III Laham. 40-ta rocznica inauguracji zamku jako siedziby Zakonu, była obchodzona w maju 2013, podczas wizyty Wielkiego Mistrza Carlosa Gereda y de Borbón i innych członków Zakonu.

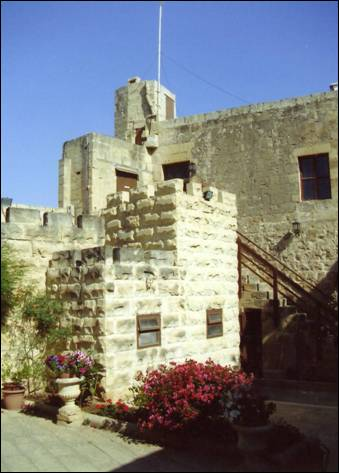
Castello Lanzun – dziedziniec

## Architektura
Castello Lanzun jest przykładem tradycyjnego budownictwa maltańskiego, składającego się z kilku pomieszczeń, rozmieszczonych wokół centralnego dziedzińca. W budynku znajduje się kaplica oraz wielka sala posiedzeń, znana jako Knights' Hall (Sala Rycerska), w której oryginalnie mieściły się stajnie.